# Adam Gottlob Detlef Moltke
Adam Gottlob Detlef greve Moltke (15. januar 1765 i Odense – 17. juni 1843 i Lübeck) var en dansk-holstensk godsejer og forfatter, far til Carl Moltke.

## Karriere
Han var en søn af generalmajor, grev Christian Magnus Frederik Moltke. Han studerede ved flere tyske universiteter, men især i Kiel, hvor han sluttede venskab med Barthold Georg Niebuhr; derefter gjorde han en større rejse i Tyskland, til dels i selskab med Jens Baggesen. Efter sin hjemkomst bosatte han sig på godset Nør i Slesvig, som han havde arvet, men købte senere Nütschau ved Bad Oldesloe. Dette afstod han i 1826 til sin ældste søn Carl og flyttede med sin øvrige familie til Lübeck, hvor han døde 17. juni 1843. Både på sine godser og i Lybek levede han et behageligt, uafhængigt liv, for en stor del helliget historiske og poetiske sysler, agtet og afholdt af sine omgivelser. Foruden til de ovennævnte, Niebuhr og Baggesen, kom han til at stå i venskabeligt forhold til Georg Zoëga, Wilhelm von Humboldt og boghandler Friedrich Perthes i Gotha, hvorom flere brevsamlinger vidner.

## Forfattervirksomhed
Han var en mand med en livlig fantasi og et åbent øje og hjerte for de lavere klassers vel; han blev stærkt grebet og revet med af den franske Revolution, ligeledes af de revolutionære bevægelser i Hertugdømmerne, og tog del i det holstenske ridderskabs forfatningsforhandlinger 1815-23 under Dahlmanns ledelse. Som forfatter optrådte han først med Reise nach Mainz (2 bind, 1794-95), senere som digter af den Klopstockske skole med Oden (Zürich 1806) og Gedichte (samme år). Enkelte digte offentliggjordes senere i Vaterländisches Museum. I politisk retning udgav han Ansichten bei den Ansichten (Kiel 1816), Die Erinnerung (samme år), Was schwere Auflagen schwerer macht, Neckers Wort mit einem Vorwort (1818); i anledning af det af Uwe Jens Lornsen fremkaldte politiske røre skrev han Einiges über die Verfassung Schleswig-Holsteins und die Ritterschaft» (1833) samt endelig Radirte Blätter in Anleitung der Schrift: Rechtliches Bedenken eines Zollpflichtigen über das zu Kiel publizirte Votum eines Zollfreien (1838). Hans betydelige historiske studier, navnlig over de italienske republikker i Middelalderen, har ikke sat nogen litterær frugt. Han var gift: 1. gang med Auguste f. v. Wiebel, 2. gang med hendes søster Marie Christiane, 3. gang med Caroline f. Klüwer.

## Thorvaldsen
Moltke opholdt sig med sin hustru Marie Christiane Wibel von Wibelsheim (1774-1812) og sønnen Carl i Rom fra efteråret 1803 til maj 1804. Han bestilte i foråret 1804 hos Bertel Thorvaldsen to statuer, som dog siden måtte afbestilles af økonomiske grunde. Det drejede sig om en Bacchus og en Ariadne. Han rejste med Thorvaldsen til Napoli i april 1804 og, stadig i Thorvaldsens selskab, videre til Firenze ved udgangen af maj samme år. Thorvaldsen har dog udført en portrætbuste af Moltke (original i Thorvaldsens Museum, inv. A212, marmorudgave i Kunsthalle Kiel).